# 6408 Сайдзьо
6408 Сайдзьо (6408 Saijo) — астероїд головного поясу, відкритий 28 жовтня 1992 року.
Тіссеранів параметр щодо Юпітера — 3,295.
Названо на честь Сайдзьо (яп. さいじょう(西条) сайдзьо:).